# Nipponidion yaeyamense
Nipponidion yaeyamense är en spindelart som först beskrevs av Yoshida 1993.  Nipponidion yaeyamense ingår i släktet Nipponidion och familjen klotspindlar. Inga underarter finns listade i Catalogue of Life.